# Urophyllum streptopodium
Urophyllum streptopodium är en måreväxtart som beskrevs av Nathaniel Wallich och Joseph Dalton Hooker. Urophyllum streptopodium ingår i släktet Urophyllum och familjen måreväxter. Inga underarter finns listade i Catalogue of Life.